# Valouse (Isle)
Die Valouse ist ein Fluss in Frankreich, der im Département Dordogne in der Region Nouvelle-Aquitaine verläuft. Sie entspringt im Gemeindegebiet von Saint-Pierre-de-Frugie, die Quelle liegt an der Bahnlinie Limoges-Périgueux, in etwa ein Kilometer entfernt von der Bahnstation Bussières-Galant. Der Fluss entwässert generell Richtung Südwest bis Süd durch den Regionalen Naturpark Périgord-Limousin und fließt unmittelbar an der Parkverwaltung Maison du Parc vorbei, die sich im Weiler La Barde in der Gemeinde La Coquille befindet. Die Valouse mündet schließlich nach rund 24 Kilometern im Gemeindegebiet von Saint-Paul-la-Roche als rechter Nebenfluss in die Isle.

## Orte am Fluss
- Saint-Pierre-de-Frugie
- Sainte-Marie-de-Frugie, Gemeinde La Coquille
- La Coquille